# تفسير الماتريدي
تأويلات أهل السنة كتاب في تفسير القرآن من تأليف أبي منصور الماتريدي (235 - 333هـ) مؤسس المدرسة الماتريدية، ويعد هذا التفسير أحد أهم كتب التفسير عند أهل السنة والجماعة خصوصا عند الحنفية لأنه يقوم على مذهبهم من خلال استخدام البراهين والدلائل العقلية والكلامية، لإثبات حقائق الدين والعقيدة الإسلامية.